# Годдард, Сэмюэл Пирсон (младший)
Сэмюэл Пирсон Годдард-младший (англ. Samuel Pearson Goddard, Jr.; 8 августа 1919, Клейтон, Миссури — 1 февраля 2006, Парадайс-Валли, Аризона) — американский политик, 12-й губернатор Аризоны.

## Биография

### Ранние годы и карьера
Сэмюэл Годдард родился в Клейтоне, штат Миссури, в семье Флоренс Хилтон (урожденной Денэм) и Сэмюэла Пирсона Годдард. Он учился в Гарвардском университете, где был членом университетской команды по академической гребле. В 1976 году за свои спортивные достижения в гребле он был включён в Зал славы. В 1941 году Годдард окончил университет со степенью бакалавра гуманитарных наук по истории.
Вскоре после окончания учёбы Годдард был зачислен в Воздушный корпус Армии США. Он служил офицером в Великобритании, Индии, Северной Африке и южной части Тихого океана. В 1946 году он перешёл в Командование резерва ВВС, где дослужился до полковника.
В 1944 году Годдард женился на Джулии «Джуди» Хатч из Спрингфилда, Иллинойс. По рекомендации врачей супруги переехали в Аризону, так как Джуди болела ревматоидным артритом и ей был показан сухой климат. У них родились три сына: Терри (генеральный прокурор Аризоны), Тим и Билл. В 1949 году Годдард получил диплом юриста в Аризонском университете и занялся частной практикой.

### Политическая карьера
Годдард стал лидером общины, помог организовать Городской хор Тусона и Акварельную гильдию Тусона, а также принимал активное участие в благотворительном сборе средств. В 1959 году он стал председателем Молодёжной исследовательской группы Тусона и был выбран членом конференции Белого дома по делам молодежи и детей. Его общественная деятельность принесла ему титул «Человек Тусона 1959 года».
В 1960 году Годдард был избран председателем комитета Демократической партии Аризоны. В 1962 году он неудачно баллотировался на пост губернатора штата. В 1964 году он снова выдвинул свою кандидатуру, и на этот раз победил, обойдя своего соперника, генерального прокурора США Ричарда Клейнденста (53 % — 47 % голосов). Символ предвыборной кампании Годдарда была аризонская бегающая кукушка, которая была хорошо известна по всему штату, и это помогло укрепить его репутацию как энергичного человека, который сможет выполнить данные обещания.
Губернатор Годдард подписал законопроект, запрещающий дискриминацию по расовой, половой, религиозной и этнической принадлежности. Он также создал первое в штате управление по бюджету и способствовал улучшению отношений с мексиканским штатом Сонора.
В 1966 году Годдард не смог переизбраться на второй срок, потерпев поражение от Джека Уильямса. В 1968 году он вновь неудачно баллотировался на пост губернатора. Годдард также был председателем Демократической партии Аризоны в течение 10 лет и Национального комитета Демократической партии в течение 20 лет.
Годдард овдовел в 1999 году и пережил всех троих сыновей и свою вторую жену Майру Энн. Он умер в Парадайс-Валли, штат Аризона.